# Pfarrkirche Schattwald
Koordinaten: 47° 31′ 0,7″ N, 10° 27′ 48,8″ O
Die römisch-katholische Pfarrkirche Schattwald steht in der österreichischen Gemeinde Schattwald in Tirol. Die dem Patrozinium des heiligen Wolfgang unterstellte Kirche gehört zum Dekanat Breitenwang in der Diözese Innsbruck. Die Kirche mit dem Friedhof und der Kriegerkapelle steht unter Denkmalschutz (Listeneintrag).

## Geschichte
In einem Ablassbrief wird bereits um 1500 eine Kapelle „auf der Wies“ erwähnt, die im 17. Jahrhundert vergrößert und 1699 zur Benefiziatskirche erhoben wurde. Im 18. Jahrhundert wurde das Kirchenschiff erhöht und ein neuer Dachstuhl aufgesetzt. Die Kriegergedächtniskapelle auf dem umgebenen Friedhof wurde 1923 erbaut.
Die Kirche wurde zwischen 1985 und 1989 renoviert und dabei der ursprüngliche neuromanische Baustil wiederhergestellt.
Seelsorglich betreut die Pfarre Schattwald heute auch die Gemeinde Zöblen und ihre Expositurkirche zum hl. Josef.

## Architektur und Ausstattung

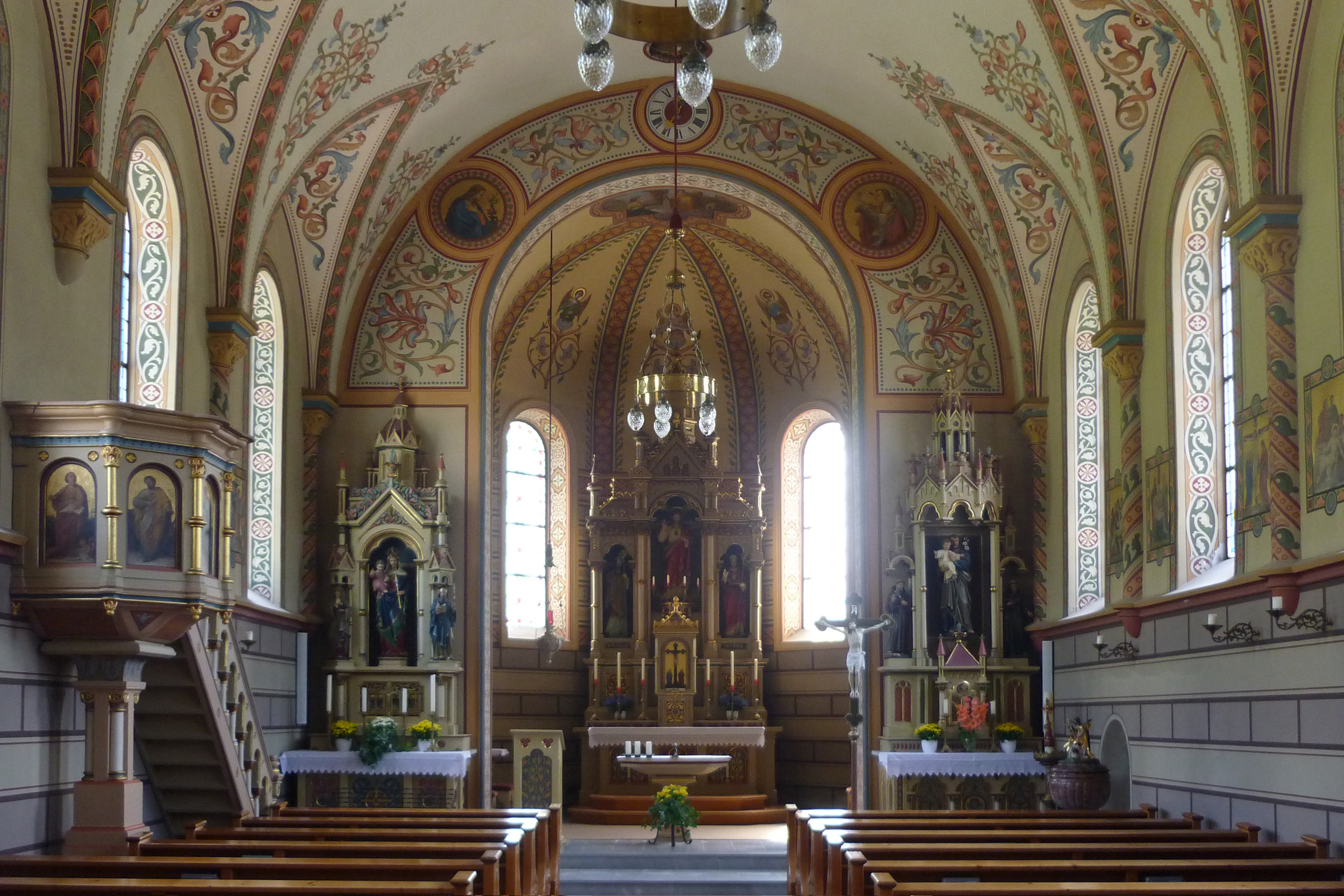
Innenansicht

Die heutige Kirche ist hauptsächlich durch eine neuromanische Bauphase aus dem Jahr 1893 geprägt.
Das Dach der Kirche sowie das des Glockenturms der Kriegerkapelle bestehen aus Kupfer, jedoch ist das Turmdach mit Holzschindeln bedeckt.
Im Turm gibt es auf jeder Seite ein rundbogiges Schallfenster (ausgenommen die Ostseite), wobei das nördliche und östliche Fenster etwas kleiner sind. Das nördliche Schallfenster hat zudem Klanglamellen, die beiden restlichen Schallfenster sind mit verschiebbaren Holzwänden versehen.
Oberhalb der Schallfenster befindet sich die Turmuhr mit Ziffernblättern auf allen vier Seiten des Turms. Die runden Platten bestehen aus Metall mit römischen Ziffern, der äußere Kreis ist weiß, der innere blau.
Die Kirche ist im Innenbereich mit drei Altären aus Stuckmarmor, Plastiken am Hochaltar, Deckenfresken und reichen Stuckaturen ausgestattet. Die Altäre, die Kanzel und die Kreuzwegstationen sind ebenfalls durch den dominierenden neuromanischen Stil geprägt und zeitlich dem 19. Jahrhundert zuzuordnen. Berühmt ist die Darstellung des Totentanzes von Anton Falger, welcher zwölf Tafeln umfasst.
Die Kirche wurde von 1985 bis 1989 renoviert.

## Glocken
In der Glockenstube befinden sich fünf Glocken mit der Stimmung e1, g1, a1, h1, d2, die im Jahr 1948 von der Glockengießerei Oberascher in Salzburg gegossen wurden. Die beiden großen Glocken besitzen einen Klöppelfänger.